# Leopoldamys herberti
Leopoldamys herberti — вид пацюків (Rattini) з південно-східної й південної Азії.

## Таксономія
Вид відокремлено від L. sabanus.

## Поширення й екологія
Ареал: Бангладеш, Індія, Китай, М'янма, Таїланд, Лаос, В'єтнам, Камбоджа